# Ferrocarril de Santander a Bilbao
El ferrocarril de Santander a Bilbao (08-780-Santander-Bilbao La Concordia) es una línea de ferrocarril de ancho de vía métrico de 118,6 kilómetros de longitud existente en el norte de España que comunica las ciudades de Santander, en Cantabria, y Bilbao, en la provincia Vizcaya.  La línea férrea, de vía única sin electrificar en la mayor parte de su recorrido, parte de la estación de Santander bordeando la bahía hasta la estación de Orejo, donde se separa de la línea C-3 y termina la electrificación, discurriendo a continuación de manera paralela a la costa a lo largo de la Marina cántabra hasta la localidad de Treto. A partir de aquí gira hacia el sur, adentrándose hacia el interior de la comunidad siguiendo la ría de Límpias y el cauce del río Asón hasta la estación de Gibaja. A continuación prosigue por el valle del río Carranza, atravesando el Valle de Villaverde hasta Traslaviña y de ahí a la estación de Aranguren. En este punto continúa por el valle del río Cadagua hasta finalizar en la estación de Bilbao-Concordia.

## Características
La longitud del trazado es de 118,6 km, de los cuales 40,7 km se encuentran electrificados (de los que 19 km son en vía doble en los extremos de la línea) y 77,9 km sin electrificar. La velocidad máxima de la línea es de 80 km/h, que solo se puede alcanzar en el 24% del trazado, existiendo diversas limitaciones temporales de velocidad y numerosos pasos a nivel. El servicio de viajeros se realiza en unas 3 horas, efectuando 31 paradas intermedias.
La línea ha sido explotada por la empresa pública FEVE hasta el 31 de diciembre de 2012, momento en el que, tras la unificación de los operadores estatales de vía estrecha y vía ancha, la infraestructura fue transferida a Adif y la explotación de los servicios a Renfe Operadora.

## Historia
Este ferrocarril surgió a finales del siglo XIX de la fusión de diez concesiones ferroviarias, siendo la más antigua de 1883. Entre las empresas concesionarias tres fueron las más importantes: la Compañía del Ferrocarril de Santander a Solares, la Compañía del Ferrocarril del Cadagua y la Compañía del Ferrocarril de Zalla a Solares.

### Ferrocarril Santander-Solares
Una de estas concesiones era el ferrocarril Santander-Solares. Fue construido a expensas del empresario Antonio Cabrero Campos y de acuerdo al proyecto de 1886 del ingeniero Valentín Gorbeña, gran amigo este de Leonardo Torres Quevedo. De 18,3 kilómetros, el proyecto inicial contemplaba un ferrocarril con una traza que no presentaría grandes dificultades, salvo los cruces de las rías de Boo y Solía. Se inauguró en 1887 y supuso un desembolso de 2.610.733 de pesetas. 
Poseía un ancho ibérico de 1,67 metros, similar al del ferrocarril Alar del Rey-Santander. Con un trazado de características casi suburbanas, conectaba la capital cántabra con la localidad balneario de Solares, dando servicio a una gran cantidad de población en un área densamente poblada de la bahía de Santander. A ello hay que sumar su aprovechamiento por parte de las compañías mineras que operaban en el macizo de Peña Cabarga, que utilizaron el ferrocarril Santander-Solares para la colocación del mineral de hierro extraído en el puerto de Santander. En consecuencia, no era de extrañar que la línea tuviera un gran éxito.
El recorrido de Santander a Solares tenía paradas en las siguientes estaciones: Santander, Nueva Montaña, Maliaño, El Astillero, San Salvador, Heras, Orejo y Solares.
En Santander se creó una polémica estación provisional de madera con cubierta de zinc próxima a los muelles de las Naos, en la actual plaza de las Farolas de Santander, pero cuyo uso se prolongaría durante décadas hasta 1902, cuando hubo de ser construida una nueva estación tras el incendio de la anterior.

### Ferrocarril del Cadagua
Por otro lado se encontraba la compañía vasca del Ferrocarril de Cadagua, nombrada así porque seguía el cauce de este río, y que discurría entre la estación de Zorroza, en Bilbao, y la de Zalla, en Valmaseda, a lo largo de 28 kilómetros. Al ser la conexión más reciente, de 1888, la construcción del citado ferrocarril pudo realizarse en vía estrecha de 1 metro de ancho, siendo esta la conexión más importante de las que conformaría el ferrocarril Santander-Bilbao.

### Ferrocarril de Zalla a Solares
En el año 1893 se crea la Compañía del Ferrocarril de Zalla a Solares con el fin de obtener la concesión administrativa por parte del Estado de la futura línea desde Zalla, en Vizcaya, a Solares. Este fue un caso paradigmático de como a veces la implantación de ferrocarril chocaba con la lenta burocracia, la cual iba por detrás de la necesidad empresarial del momento: antes incluso de haber concedido la concesión ya se estaban llevando a cabo las obras del futuro ferrocarril. Valentín Gorbeña fue de nuevo el encargado de acometer el estudio del trazado llevado a cabo en 1892 y aprobado en 1894, el cual discurría a lo largo de 81 kilómetros entre la estación de Aranguren (Zalla), donde enlaza con el Ferrocarril del Cadagua, hasta la estación de Orejo de la línea Santander a Solares.

### La polémica sobre el nuevo ancho de vía

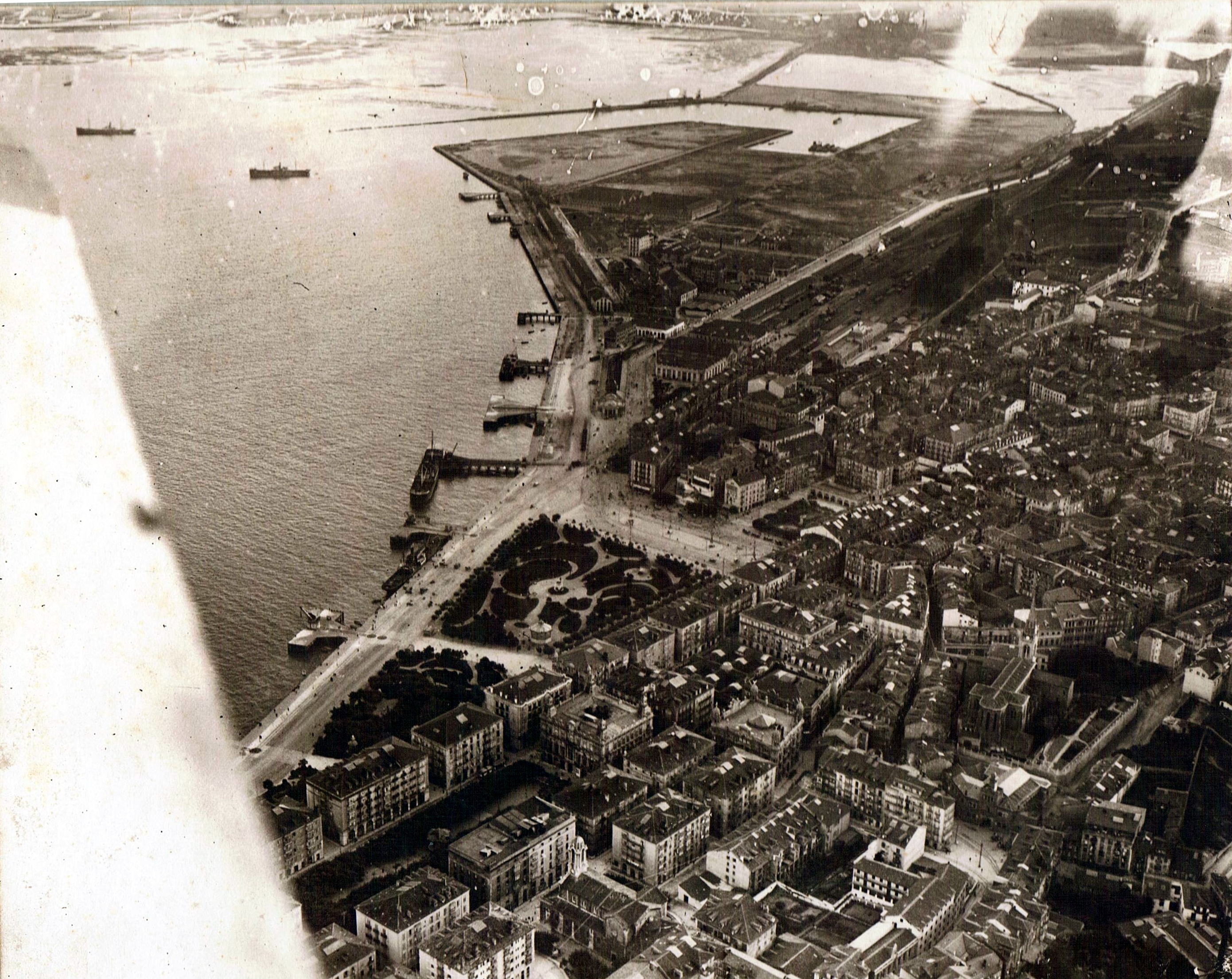
Fotografía aérea de Santander realizada por Salvador Hedilla en 1916 en la que se aprecia la Estación de la Costa, inaugurada en 1904 en lo que actualmente es la plaza del Machichaco.

El 7 de julio de 1894, se crea la Compañía de los Ferrocarriles de Santander a Bilbao. En ella se aúnan las tres compañías ferroviarias: una de vía ancha, el ferrocarril de Santander a Solares, y dos de vía estrecha, el Ferrocarril del Cadagua y el de Zalla a Solares. 
Las líneas inconexas aspiraban lógicamente a unirse, surgiendo inevitablemente una gran controversia sobre el ancho de vía a adoptar definitivamente. El ingeniero guipuzcoano Pablo de Alzola y Minondo, por un lado, y el vizcaíno Adolfo de Ibarreta y Ferrer, por el otro, protagonizaron este discutido debate mediático de la época.
Adolfo de Ibarreta defendía el ancho métrico fundamentándose principalmente en las dificultades de lo escabroso del territorio cantábrico y en la economía de sus establecimientos. Hay que tener en cuenta que en aquellos años se tenía la interpretación errónea, tras malas experiencias anteriores, que tan sólo los ferrocarriles de vía métrica podían ser rentables.
Por su parte Pablo de Alzola justificaba su causa en el hecho de que la línea del Cantábrico hasta la frontera con Francia atravesaba una zona en la que la densidad de población era la mayor de España, a lo que añadía que se utilizaría además en el tráfico de mercancías motivado por el gran desarrollo de la industria y la minería en la región. Todo esto hacía previsible la obtención de grandes dividendos. Alzola consideraba que era necesario adaptar la infraestructura con unas características que permitieran competir de manera directa con la navegación de cabotaje, lo que obligaría a unificar anchos que evitase el sobrecoste de los trasbordos. Alegaba que el uso del ancho de 1,67 metros ahorraría gastos de primer establecimiento, al poder seguir utilizándose las terminales ya existentes de Santander, Bilbao y San Sebastián, y obviando trazados paralelos entre vías de anchos diferentes, como ocurría entre Santander y Torrelavega. Por último advertía que la línea del litoral cantábrico uniría Galicia con Francia, conectando al menos cinco de las líneas de ferrocarriles radiales que partían desde Madrid existentes hasta entonces.
A pesar de la consistencia de los argumentos de Alzola, que presentaba una gran visión de futuro, el empecinamiento de la Compañía del Ferrocarril Central de Vizcaya, concesionaria del ferrocarril entre Bilbao y Durango, que no admitía ni cambiar el ancho de su vía ni soportar la competencia de una vía paralela de ancho mayor, y por ende de mayor capacidad de tráfico, hizo prevalecer irremediablemente la postura de Adolfo de Ibarreta.
Decidida la elección de ancho de vía, se procedió a su estrechamiento entre Solares y Santander. La realización de esta conversión de ancho, la más antigua de las cuatro de cierta importancia llevadas a cabo en la historia del ferrocarril en España hasta épocas recientes, fue singular. Bajo la dirección de Valentín Gorbeña, se proyectó colocar la nueva vía en estuche dentro de la primitiva, a falta tan solo de los aparatos de vía. En tan solo 11 horas, entre las 20:00 del día 19 de junio de 1896, hora de llegada del último tren a Santander, y las 7:00 del día siguiente, hora de salida del primer tren, se llevó a cabo la operación de cambio de ancho con un completo éxito. El 6 de julio de 1896 se inauguraría oficialmente el servicio directo entre Santander y Bilbao, en un trayecto que duraba 4 horas y 10 minutos.
A pesar de que operativamente el cambio del ancho fue todo un éxito, el futuro próximo no haría más que confirmar el gran error de la elección, al impedir la conexión ferroviaria de Santander con el Mediterráneo a través de Bilbao y aislar esta importante línea transcantábrica de las principales líneas del resto de España. Una decisión errónea cuyos impedimentos se arrastrarían hasta la actualidad.
Paradójicamente hay que señalar que inicialmente el ferrocarril Santander-Solares se construyó sobre un ancho métrico, pero en 1890 la compañía concesionaria solicitó el permiso para el cambio de vía a ancho ibérico de 1,67 m en previsión de que el ferrocarril de Bilbao a Portugalete y el de la Diputación de Vizcaya desde Desierto (Baracaldo) a Musques, gérmenes del BPT, terminarían prolongándose hasta Solares.
Esto finalmente no sucedió, viniendo la conexión a través del de Zalla a Solares, ya en vía estrecha, lo que obligó de nuevo a la compañía del Santander-Solares a solicitar volver al primitivo ancho de vía de un metro para poder participar en el ferrocarril de Santander a Bilbao.

### Del éxito económico a la nacionalización

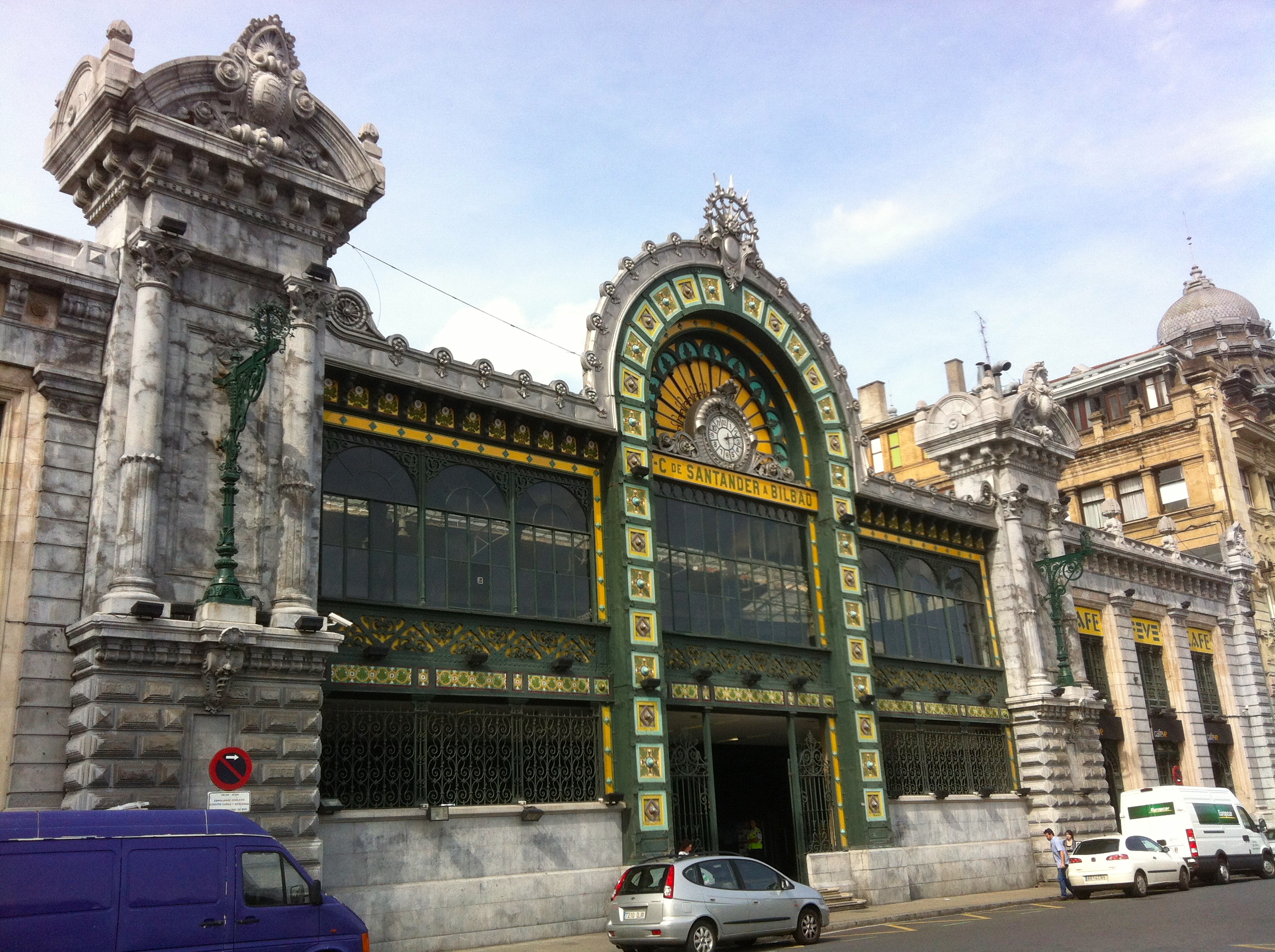
Estación Bilbao-Concordia, construida en estilo modernista por Valentín Gorbeña y el arquitecto Severino Achúcarro.

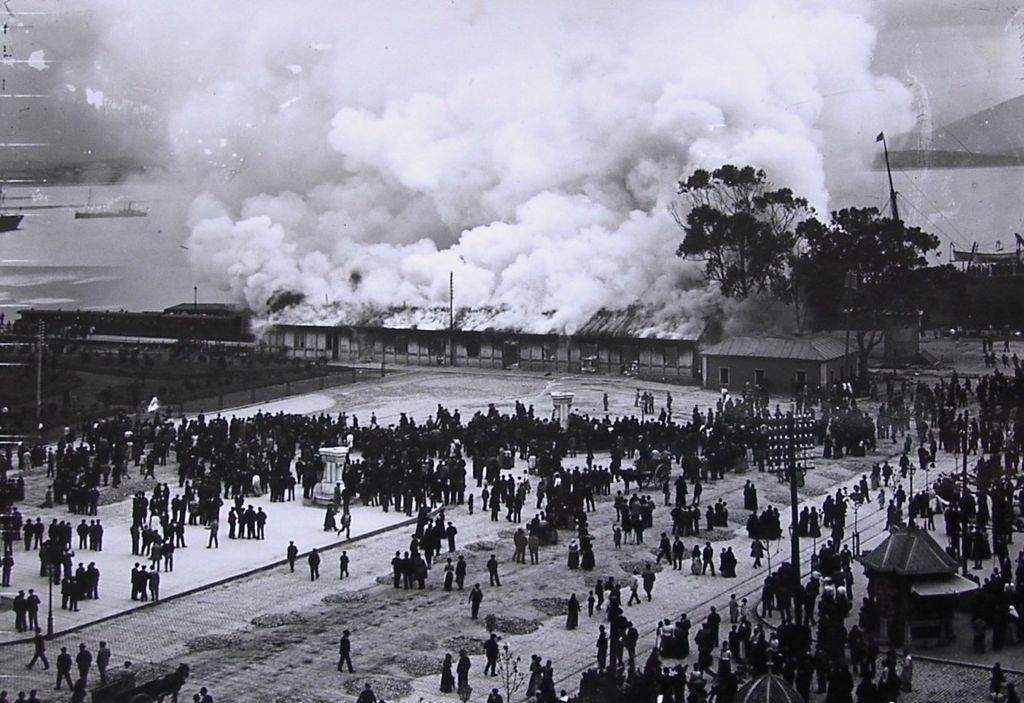
Incendio de la estación provisional el 27 de abril de 1902. La estación santanderina se emplazaba en la dársena de la Pescadería, cercana a la estación de Norte, en terrenos ganados al mar.

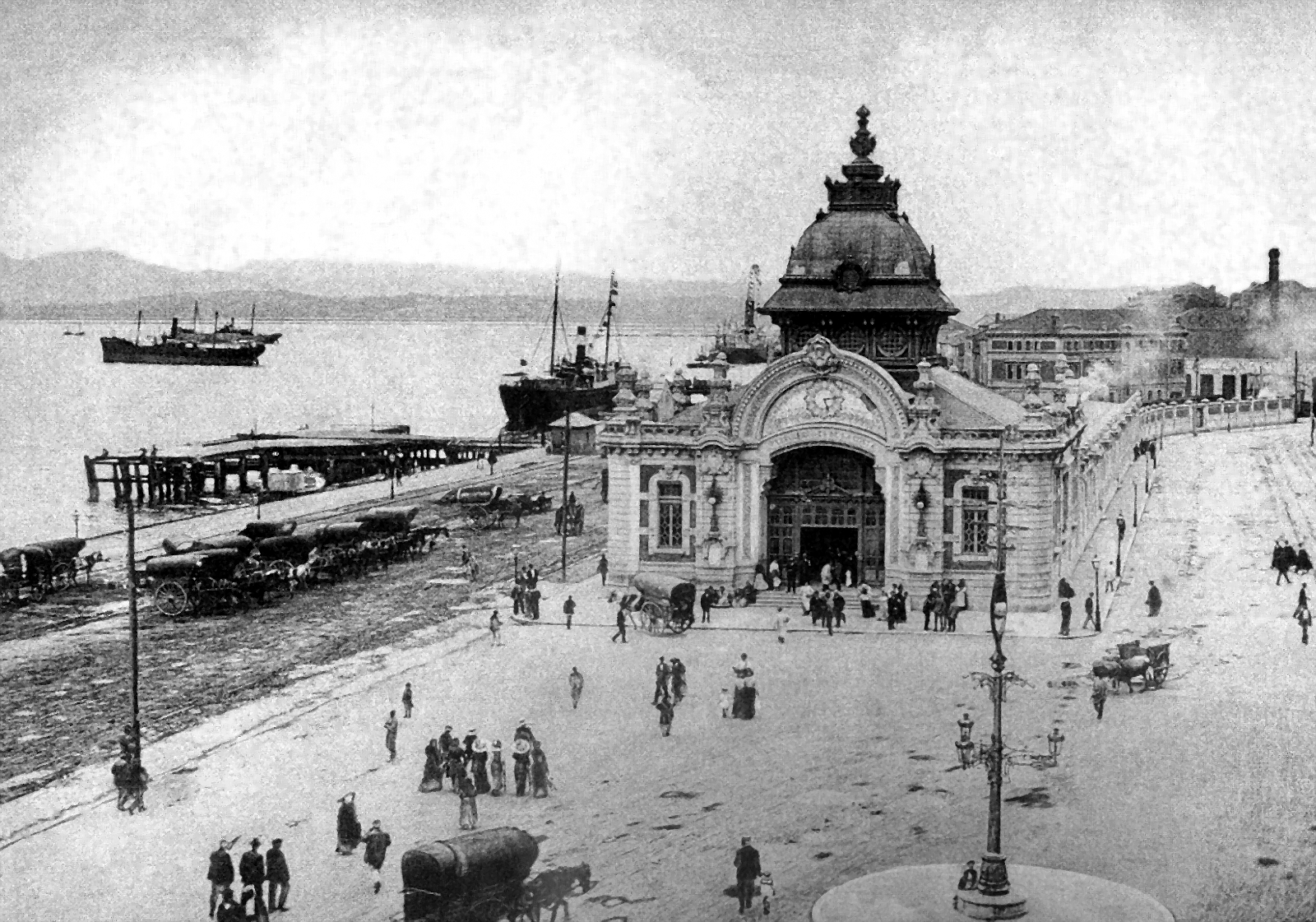
La Estación de la Costa de Santander fue construida en 1902 y daba servicio a las dos compañías de vía estrecha (la del Cantábrico y la del Santander-Bilbao). Fue derribada en septiembre de 1936.

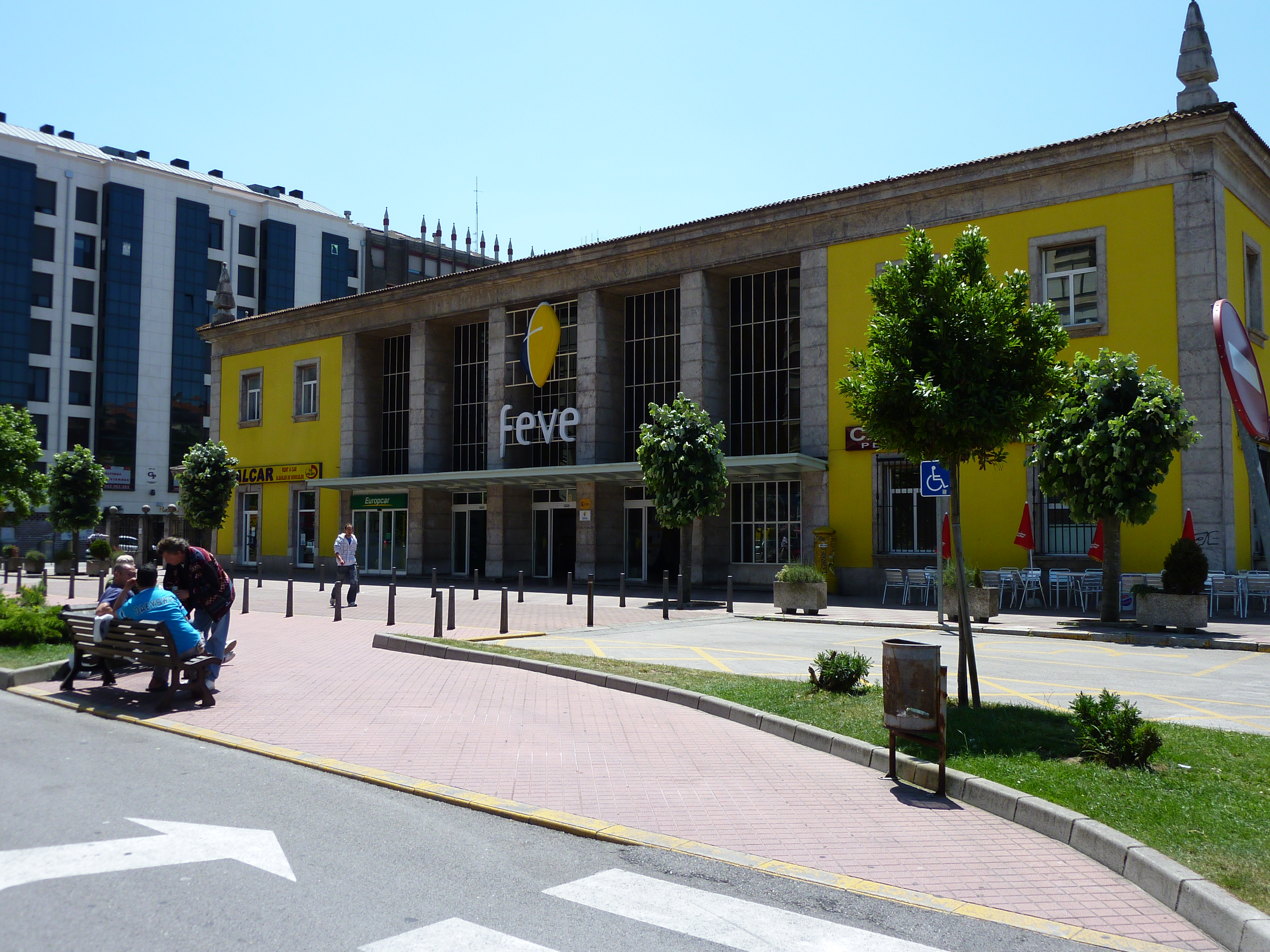
Estación de Santander actual de la que parten los trenes del ferrocarril Santander-Bilbao entre otros.

El 21 de julio de 1898 entró en servicio la estación de Bilbao-Concordia, en el centro de la ciudad.
En 1905 la empresa solicita prolongar la vía 8 kilómetros desde Solares hasta la también localidad balneario de Liérganes, recibiendo en 1906 la concesión de la prolongación que incluía la obligación de construir estaciones en las poblaciones de Ceceñas y La Cavada. El incremento del turismo higiénico-medicinal de las aguas termales durante los últimos años del siglo XIX y los primeros del XX justificó la construcción de este ramal, que no presentaba grandes complicaciones constructivas a excepción del paso del río Miera a la altura de La Cavada.
Este ramal, que se inauguraría el 10 de mayo de 1909 y costaría 600.000 pesetas, fue desarrollado gracias a un convenio suscrito con la Compañía de los Ferrocarriles de Santander a Bilbao por tres particulares; los indianos José del Valle y de la Pedraja (natural de La Cavada),  Esteban Cacicedo Torriente (nacido en Ceceñas) e Isidoro del Campo Fernández-Hontoria (oriundo de Santander).
Tras la destrucción de la primigenia estación de Santander, en un incendio probablemente provocado, la Compañía del Ferrocarril de Santander a Bilbao inaugura en 1905 una nueva terminal de uso común junto con la Compañía del Ferrocarril Cantábrico.
En 1906 se pone en servicio el ramal de La Industrial (Basurto) a Azbarren (Basauri) que permitiría enlazar su red con la de los Ferrocarriles Vascongados. Durante los próximos años el intenso tráfico de viajeros y mercancías que registra la línea de Santander a Bilbao obligó a la compañía a adquirir nuevas locomotoras más modernas y potentes del momento.
En 1929 se electrifica la línea de Bilbao a Plencia. 
Estallada la Guerra Civil y desde el año 1936 hasta la caída de Bilbao, en junio de 1937, toda la línea pasa a ser gestionada por los Ferrocarriles de Euzkadi, manteniéndose el servicio durante la contienda sin interrupciones significativas. En 1936 el ayuntamiento de Santander decide derribar la antigua estación de la Costa, habilitando una estación provisional hasta la construcción de la actual estación conjunta para el servicio de Renfe, Ferrocarril Cantábrico y Ferrocarriles de Santander a Bilbao en 1947.
Durante la década de 1940 el ferrocarril siguió creciendo en número de pasajeros, alcanzándose un máximo en 1949 con 5.560.000 de viajeros transportados. Ya en la década de 1950 se introducen locomotoras diésel, modernizando los servicios directos entre ambas capitales mediante trenes rápidos, así como los de cercanías a Liérganes y Valmaseda.
En el año 1962, y debido a la competencia del transporte por carretera y a lo anticuado de las infraestructuras del material móvil y de las instalaciones de la línea, la compañía llega a una situación de continuas pérdidas, cerrándose el 1 de agosto. Ese mismo año el ferrocarril se nacionaliza, haciéndose cargo el Estado de la rehabilitación de la línea. En 1965 se crea el organismo estatal Ferrocarriles Españoles de Vía Estrecha (Feve) para explotar las líneas de ancho estrecho revertidas al Estado, que pasa a gestionar el ferrocarril Santander-Bilbao durante casi cincuenta años.
El 23 de octubre de 1981, y dentro del Plan de Electrificación de Feve, se inaugura la electrificación a 1500 voltios entre Santander-Orejo-Liérganes, comenzando a prestar servicio unidades 3500 y 3800. Quedaba al margen el ramal Orejo-Valmaseda en el que aún se opera mediante unidades diésel.
En 1983 se modificó el trazado entre las estaciones de Maliaño y Valdecilla, incluyendo un viaducto de 996 m de longitud sobre la ría de Raos, motivado por la reconversión de Nueva Montaña Quijano (hoy Global Steel Wire) y la construcción de los nuevos muelles de Raos en el puerto de Santander. Por todo ello la estación de Nueva Montaña fue trasladada a la urbanización Isla del Óleo.
Debido a la construcción de la autovía S-10 en el año 1994 la línea fue ligeramente desviada (hacia el interior) y soterrada (junto con la autovía) en las proximidades de la estación de El Astillero mediante un falso túnel, lo que motivó la construcción de un nuevo edificio para la estación. Con anterioridad a estas modificaciones, en 1993, el número de circulaciones en un día de entre semana era de 38 de El Astillero a Santander y de 16 desde Liérganes (con una duración de 37-38 minutos).
La última gran modificación vino de la mano de la construcción de los nuevos apeaderos del Centro Comercial Valle Real y de La Cantábrica, en la localidad de El Astillero.
En 2023 Adif licitó las obras de duplicación del tramo Astillero–Orejo. La actuación contempla la construcción de una nueva vía paralela a lo largo de unos 6,8 km, desde el apeadero de La Cantábrica (Astillero) hasta la estación de Orejo. Incluye también la reforma del citado apeadero de La Cantábrica y el de San Salvador y la remodelación del paso inferior en la estación de Heras. El tramo de vía única es uno de los más transitados en la red de Cercanías cántabra.

## Situación actual
Actualmente por el ferrocarril Santander-Bilbao discurren la línea de cercanías Santander-Liérganes  C-3 (antigua F-2 de FEVE) y la línea regional Santander-Bilbao (R3).  La situación hoy en día de esta última es un ejemplo claro de la realidad del transporte ferroviario en la cornisa Cantábrica, con un importante déficit de comunicación por tren entre las ciudades del noroeste peninsular y un lento declive derivado de unas infraestructuras obsoletas no acordes con la realidad vigente.Su uso en el tráfico de pasajeros radica fundamentalmente en los desplazamientos de corto recorrido entre núcleos rurales y cabeceras comarcales, siendo muy escaso el llevado a cabo entre ciudades.

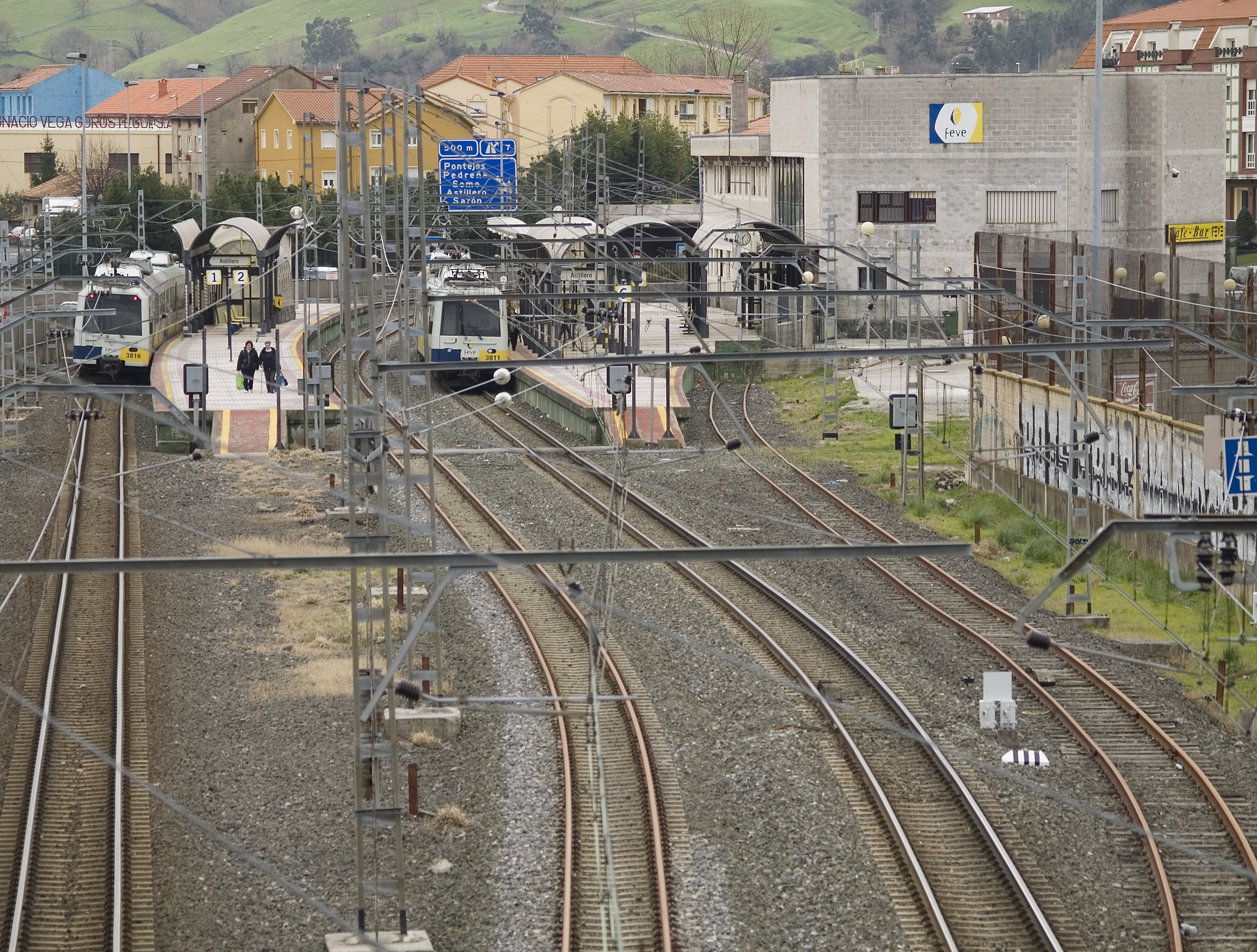
Estación de ferrocarril de El Astillero. En 1994 la línea, así como la estación, fueron ligeramente desviadas para facilitar la construcción de la autovía S-10.

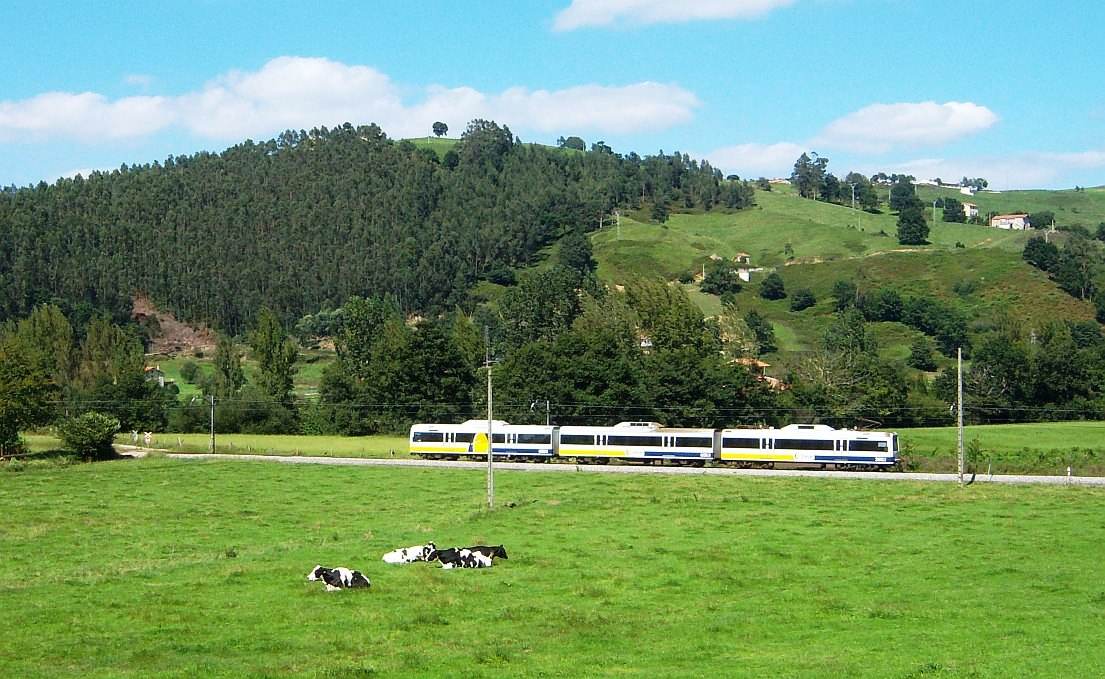
Tren de cercanías en la línea Santander-Liérganes a su paso por Riotuerto en 2007. Los tramos Santander-Orejo-Liérganes del ferrocarril fueron electrificados en 1981.

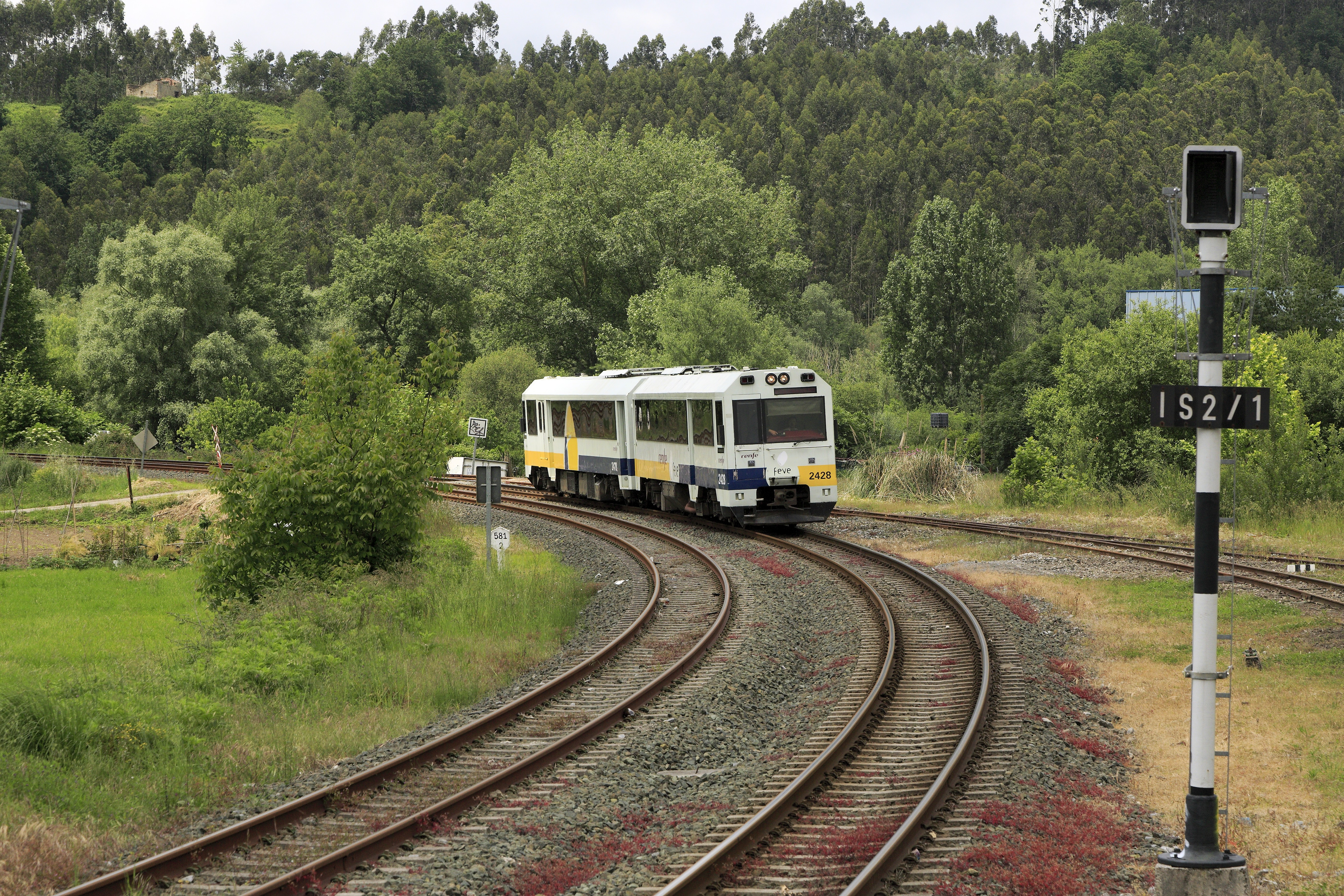
Tren de unidades diésel accediendo a la estación de Marrón (Ampuero) en 2015. La baja demanda del servicio Santander-Bilbao hace que Renfe Cercanías AM utilice automotores de una o dos unidades, diseñados específicamente para el uso en líneas de ferrocarril de poco tráfico.

El volumen de pasajeros de la línea regional entre Santander y Bilbao ha seguido una tendencia descendente en las últimas décadas debido al mal servicio prestado por fallos frecuentes en la mecánica de las máquinas. El uso del tren es muy exiguo debido principalmente a la falta de inversiones y a ser una línea no adaptada al transporte moderno de mercancías y de pasajeros, con un trazado que no admite grandes velocidades (la mayoría de los tramos poseen una velocidad media de ca. 80 km/h). Todo ello da lugar a tiempos de viaje excesivamente largos para una línea regional: tres horas en recorrer los 119 kilómetros, efectuando 31 paradas intermedias. Comparando los tiempos de viaje en tren con el vehículo privado y el autobús a través de autopista, los diferentes estudios que se han llevado a cabo concluyen que la red de ancho métrico no ofrece un servicio directo competitivo entre Santander y Bilbao, debido a que supone más del doble de tiempo de viaje respecto al desplazamiento por carretera.
A esto hay que añadir el hecho de que su trazado ha dejado al margen a algunas de las áreas urbanas más importantes y dinámicas de Cantabria en la actualidad, como son Colindres, Laredo o Castro Urdiales, donde se concentra una gran parte de la población y dónde los desplazamientos pendulares con las dos grandes ciudades, Bilbao y Santander, son frecuentes.
Con anterioridad a la crisis económica derivada de la epidemia de coronavirus de 2020 ya el tráfico ferroviario había descendido un 48% respecto a 2005 en los servicios de Cercanías y un 77% en el transporte de cargas.
|      | Santander – Bilbao | Santander – Oviedo | Santander – Liérganes | Santander – Cabezón |
| ---- | ------------------ | ------------------ | --------------------- | ------------------- |
| 2003 | 123.460            | 142.892            | 2.062.715             | 2.046.563           |
| 2004 | 121.497            | 137.009            | 1.957.383             | 2.134.989           |
| 2005 | 115.211            | 142.977            | 1.907.606             | 2.267.233           |
| 2006 | 109.460            | 134.338            | 1.871.707             | 1.942.335           |
| 2007 | 111.403            | 127.444            | 2.052.027             | 1.976.538           |
| 2008 | 104.091            | 167.474            | 2.014.595             | 2.078.956           |
| 2009 | 103.977            | 158.762            | 1.868.664             | 1.963.346           |
| 2010 | 96.391             | 145.614            | 1.765.519             | 1.876.363           |
| 2011 | 102.615            | 152.740            | 1.712.488             | 1.907.278           |
| 2012 | 99.652             | 146.639            | 1.605.045             | 1.892.058           |

En contraposición a este descenso en el número de viajeros por ferrocarril, destaca el sustancial incremento en los desplazamientos diarios por carretera entre Santander y las localidades cántabras orientales con la conurbación del Gran Bilbao. Según datos de la Encuesta de Población Activa (EPA), en 2019 el flujo diario de trabajadores desde Cantabria hacia Vizcaya era uno de los más intensos de toda España, siendo el séptimo en volumen interprovincial y el segundo en el que hay cambio de comunidad autónoma. En total existían unos 10.000 habitantes de Cantabria que tenían su puesto de trabajo en Vizcaya (el 5,5% de todos los trabajadores de la comunidad autónoma).

Mapa de velocidades, número de vías y electrificación de la red ferroviaria de Cantabria en el que se puede apreciar el recorrido de la línea Santander - Bilbao.

En la actualidad el transporte público de pasajeros entre Santander y Bilbao se realiza mayoritariamente mediante autobús, el cual tarda en recorrer los 104 kilómetros por carretera a través de la Autovía del Cantábrico (A-8) en una hora y media. Esto hace que, junto al elevado precio de los billetes de tren, los desplazamientos en ferrocarril entre ambas ciudades sean escasos. Según los datos del ayuntamiento de Santander y el Gobierno de Cantabria la media de viajeros por día hacia Bilbao y viceversa era en 2012 de unas 15 personas, unas 90 en las tres frecuencias diarias. Ese mismo año los trenes de la línea Santander-Bilbao de Feve solo veían ocupadas un 17% de sus plazas.
Cada viajero por trayecto pagaba menos de tres euros, cuando el coste real del mismo era de cuarenta.
Debido al deterioro continuado de la línea y de la práctica supresión de los servicios que unían Bilbao con Santander y otras poblaciones de Las Encartaciones y el valle del Asón, las cuales quedaron totalmente aisladas debido al estado de alarma motivado por la situación de crisis sanitaria ocasionada por la pandemia de COVID-19 (un único tren al día prestaba servicio desde el estado de alarma), en junio de 2020 surge por iniciativa popular la Plataforma en Defensa del Tren Santander-Bilbao con el fin de denunciar el abandono de la infraestructura por parte de la administración pública así como exigir inversiones y mejoras en el mantenimiento de la línea Santander-Bilbao.

## Proyecto de nueva conexión ferroviaria
Los estudios realizados encaminados a la mejora de la línea actual para la reducción de los tiempos de viaje concluyen que, debido a las graves limitaciones en planta de la línea actual, las rampas existentes y los importantes espacios naturales que atraviesa, la mejora de velocidades apoyándose en la vía actual resulta inviable y obligaría a diseñar una nueva plataforma.
En el año 2005 el Consejo de Ministros aprobó el Plan Estratégico de Infraestructuras y Transporte (PEIT) 2005-2020, en el cual se encuentra el Corredor Ferroviario Cantábrico-Mediterráneo de Altas Prestaciones del que forma parte el proyecto para un nuevo enlace ferroviario de tráfico mixto entre Bilbao-Santander.
Este Plan Estratégico se adecuaba a las directrices comunitarias, prestando especial atención a la mejora de las relaciones transversales con tráficos potenciales altos y a las situaciones de falta de accesibilidad regional. Tal es el caso del tramo Bilbao-Santander, «destinado a unir Cantabria y el País Vasco y que actualmente presentan entre sí escasas comunicaciones ferroviarias a pesar de estar comunicadas mediante la red de FEVE».

Número de pasajeros de ferrocarril de vía estrecha transportados en Cantabria según línea y año (2002-2012). En color azul la línea Santander-Bilbao.

De este PEIT surge, en 2008, un estudio informativo para este tramo del Corredor Cantábrico-Mediterráneo, que tenía como principal objetivo analizar y definir el trazado de una nueva línea ferroviaria de altas prestaciones entre Santander y Bilbao. Entre los aspectos a considerar recogidos por el citado estudio estaban:
- Diseñar la nueva línea con parámetros aptos para tráfico mixto.
- Permitir velocidades de circulación lo más altas que sea posible sin penalizar en exceso la economía de la actuación.
- Utilización de la línea por otros tráficos que no sean de largo recorrido.

El tiempo de recorrido previsto una vez concluido el tramo Bilbao-Santander se situaría en torno a los 45 minutos, frente a las 3 horas requeridas por la línea de Feve actual, incorporándose además a la red Adif.
Este estudio informativo no llegó a aprobarse provisionalmente ni fue sometido a información pública y audiencia a las Administraciones, aunque se completó en 2010 teniendo en cuenta las respuestas al trámite de consultas previas ambientales realizadas en 2009. Se llegaron a estudiar siete alternativas de nuevo trazado siguiendo distintos corredores, además de una alternativa 0 de no intervención y otra alternativa de "duplicación de FEVE". En la segunda de las fases se analizaron las 2 alternativas seleccionadas en la primera fase, las cuales preveían la ejecución de una nueva estación en el entorno de Castro Urdiales.
El acuerdo establecido en 2009 entre el Gobierno de Cantabria, presidido por Miguel Ángel Revilla, y el ministro de Fomento, por aquel entonces José Blanco, establecía que «en los primeros meses de 2010 se sometería a información pública la conexión por AVE entre Santander y Bilbao», con el objetivo de que la alta velocidad llegase a Cantabria «en el entorno del año 2015».
En mayo de 2010, y a raíz del Plan de Austeridad de la Administración General del Estado con motivo de la crisis económica iniciada en 2008, el Ministerio de Fomento desestimaría definitivamente por su alto coste el otro gran proyecto de línea de alta velocidad en Cantabria, la LAV entre Palencia y Santander, comunicando la intención de conectar Cantabria con la meseta por Bilbao mediante alta velocidad a través de la Y Vasca.
Aun así esta propuesta tampoco llegó a concretarse más allá del estudio informativo, el cual no concluyó los trámites.
Uno de los factores fundamentales por los que actualmente la construcción de esta nueva línea se ha venido dilatando en el tiempo tiene que ver con el importante coste que supondría su construcción. La principal causa radica en el hecho de que, a pesar de la cercanía entre Santander y Bilbao (distan 75 km en línea recta), diseñar y construir una nueva línea de alta prestaciones de vía doble y ancho UIC entre ambas ciudades con un trazado que admita velocidades comerciales competentes requiere de una fortísima inversión, debido a que atravesaría una complicada orografía del terreno y unos espacios costeros fuertemente urbanizados.
En diciembre de 2017 el consejero de Innovación, Industria, Turismo y Comercio del Gobierno de Cantabria, Francisco Martín, presenta una propuesta sin estudio técnico de una conexión rápida ferroviaria entre Santander y Bilbao, que aprovecharía el tramo de vía métrica entre Santander y Treto y requeriría un nuevo tramo entre esta última localidad y Bilbao, dando servicio a localidades costeras como Laredo o Castro Urdiales.
En 2018 el ministro de Fomento Íñigo de la Serna informó que su ministerio trabajaba en el estudio de alternativas, con un "abanico enorme" de posibilidades. Estas abarcaban desde la opción de arreglar la actual vía, con una inversión que ascendía a unos 330 millones de euros pero que no lograría hacer el tren competitivo respecto al transporte por carretera, hasta construir una nueva infraestructura por cerca de 3000 millones de euros con la mayoría del trazado en túnel.
En 2019 el Partido Regionalista de Cantabria (PRC) compromete su apoyo a la investidura del socialista Pedro Sánchez como presidente del Gobierno de España a cambio de que este avanzase en un nuevo estudio informativo para mejorar la conexión férrea entre Santander y Bilbao. En agosto de ese mismo año el Ministerio de Fomento inicia el proceso de licitación para la redacción del citado estudio informativo, con un plazo de ejecución de 24 meses, para una nueva línea «de tráfico mixto de viajeros y mercancías, analizando la viabilidad de establecer paradas comerciales en Castro Urdiales y Laredo, si bien la velocidad de diseño se establecerá en función del tiempo objetivo para la relación Bilbao-Santander, el cual se deberá definir con la finalidad de ofrecer un servicio claramente competitivo con la carretera».
En diciembre de 2020 la Comisión Europea rechazó la inclusión de la conexión Santander-Bilbao en el Corredor Atlántico, el cual forma parte de la Red Transeuropea de Transporte (RTE-T) de la Unión Europea (UE). Esta decisión supone que el proyecto de conexión entre ambas ciudades no entrará ni en la denominada Red Básica 2030, que deberá estar finalizada en dicho año, ni tampoco en la nueva categoría de Red Básica Extendida con horizonte 2040, manteniéndose para la Red Global de 2050. Tanto la red básica como la red básica ampliada forman conjuntamente los corredores europeos de transporte, que son la parte más estratégica de la red y con mayor valor añadido para la UE.
El 31 de marzo de 2022 se presentó el estudio de alternativas y viabilidad para una nueva conexión ferroviaria en Santander y Bilbao, las cuales se incluirían en el estudio informativo encargado por el Ministerio de Transportes, Movilidad y Agenda Urbana en el año 2019.
Del estudio de alternativas se desprendían las siguientes conclusiones:
- No existe posibilidad de mejorar la línea actual para conseguir tiempos competitivos, por lo que es necesario una plataforma de nueva construcción.
- De las seis propuestas iniciales de nuevo trazado presentadas, dos serían las favoritas del Ministerio de Transportes por su mayor rentabilidad económica y por su menor impacto ambiental, ya que minimizan el paso por el Parque natural de las marismas de Santoña y evitan discurrir por el sur del macizo de Peña Cabarga:
  - La denominada Alternativa A1 supondría una coste de 2.025 millones de euros (sin IVA) y un tiempo estimado de recorrido de 1 hora y 3 minutos (frente a las más de tres horas que se tarda actualmente), con paradas en Castro-Urdiales (situada en Sámano) y Laredo (localizada en Colindres). El 64% del recorrido discurriría por viaductos y túneles.
  - La denominada Alternativa C1 tendría un coste de 2.193 millones (sin IVA), con un tiempo estimado de recorrido de 58 minutos y una única parada intermedia en Castro-Urdiales. El 70% del trazado transcurriría sobre viaductos y bajo túneles.[nota 8][36]
- Todas las alternativas analizadas parten de la localidad de Guarnizo, usando desde la estación de Santander hasta ese punto el trazado de la actual línea convencional Palencia-Santander.
- Las paradas intermedias en Castro-Urdiales y Laredo limitan la velocidad máxima de explotación.
- Serían cerca de 80 km de nueva línea y 20 km más desde la variante sur ferroviaria de Bilbao hasta la estación bilbaína de Abando, conectándose a la Y vasca.
- El tiempo de recorrido de todas ellas sería similar al automóvil (1h 10 min) y un 33% menos que el autobús (1h 15 min del servicio directo y 1h 30 min del servicio con paradas).
- El tráfico previsto es de 2,4 millones de viajeros y 20 millones de toneladas de mercancías al año. El uso mixto no supone una penalización importante en los tiempos de viaje.

El Ministerio de Transportes seguía trabajando en la segunda fase del estudio informativo en 2025. Esta fase se enfocaría en definir las alternativas seleccionadas y analizar su impacto, lo cual es crucial dado que el proyecto afectaría áreas protegidas de la Red Natura 2000. Los resultados de este estudio servirían como base para el proceso de información pública y evaluación ambiental.
Aunque los trabajos deberían haber concluido en septiembre de 2022 el documento no se han dado a conocer hasta la fecha.
En julio de 2025 el ministro de Transporte, Óscar Puente, anunció que el citado estudio de viabilidad arrojó costes mayores de lo esperado y «por ende, también una menor tasa de retorno», y destacó la enorme dificultad de la línea  «que será, probablemente, una de las más complejas, si no la más compleja a abordar», lo que obliga a replantear la viabilidad económica y técnica. 
Para ello su Ministerio pretende elaborar un nuevo estudio de viabilidad dividido por tramos separados y por pares contiguos: Bilbao-Castro, Castro-Laredo y Laredo-Santander. Así mismo se busca integrar más la estación de Castro Urdiales en el núcleo urbano respecto al recogido en el avance del estudio de alternativas de 2022.